# Emiliano Ghan
Emiliano Michael Ghan Carranza (Canelones, 5 de junio de 1995) es un futbolista uruguayo. Juega de mediocentro y su último equipo fue el Club Atlético Juanicó.

## Trayectoria
Comenzó a jugar al fútbol en Darling de Canelones, tuvo un paso por la selección de Canelones. Luego fue captado por Danubio y realizó su formación juvenil.
Debutó como profesional el 21 de agosto de 2014, a pesar de ser su primer partido el técnico Leonardo Ramos lo puso como titular contra Capiatá por Copa Sudamericana, pero perdieron 3-1. En el ámbito local, no fue considerado para el Torneo Apertura, por lo que jugó con Tercera División para no perder el ritmo.
Comenzó el Torneo Clausura jugando en la primera fecha el 15 de febrero de 2015, como titular contra Racing y ganaron 1-0. El 19 de febrero debutó en la Copa Libertadores contra el campeón vigente San Lorenzo, en el Estadio Centenario, y a pesar de comenzar con un gol de ventaja, al final el Ciclón metió 2 goles y se quedó con el triunfo.
Para la temporada 2015-16 no tuvo continuidad en el primer equipo, en el Torneo Apertura jugó 3 partidos, 1 de titular. Para el segundo semestre no iba a ser tenido en cuenta, por lo que fue cedido al Club Social y Deportivo Villa Española.
En el año 2018 tuvo un pasaje por Europa, fue cedido al Córdoba Club de Fútbol "B" y tuvo minutos en el ascenso de España.

## Selección nacional
Ha sido internacional con la selección de fútbol de Uruguay en la categoría juvenil sub-20.
En de marzo de 2015 entrenó por primera vez con la selección sub-20 de Uruguay, fue convocado por Fabián Coito.
Debutó con la Celeste el 26 de marzo, en un amistoso contra Francia, ingresó en el transcurso del partido y empataron sin goles. El 31 de marzo jugó como titular, se enfrentaron a Portugal pero perdieron 3-0 con un triplete de André Silva. Luego no tuvo más oportunidades y no volvió a ser convocado, compartió plantel con jugadores como Mathías Olivera, Mauro Arambarri, Mauricio Lemos, Gastón Pereiro y Nahitan Nández.
| Con Uruguay Sub-20 | Con Uruguay Sub-20 | Con Uruguay Sub-20 | Con Uruguay Sub-20  | Con Uruguay Sub-20                 | Con Uruguay Sub-20 | Con Uruguay Sub-20 | Con Uruguay Sub-20 | Con Uruguay Sub-20 | Con Uruguay Sub-20 |
| N°                 | Rival              | Resultado          | Fecha               | Lugar                              | Competencia        | Goles              | Asistencias        | Ref.               |                    |
| ------------------ | ------------------ | ------------------ | ------------------- | ---------------------------------- | ------------------ | ------------------ | ------------------ | ------------------ | ------------------ |
| 1                  | Francia            | 1:1 (0:1)          | 26 de marzo de 2015 | Clairefontaine-en-Yvelines Francia | Amistoso           | -                  | -                  | 1                  |                    |
| 2                  | Portugal           | 3:0 (2:0)          | 31 de marzo de 2015 | Coímbra Portugal                   | Amistoso           | -                  | -                  | 2                  |                    |

## Estadísticas

### Clubes
Actualizado al último partido disputado el 26 de marzo de 2023.
| Club                                | Div.          | Temporada     | Liga  | Liga  | Liga   | Copas nacionales | Copas nacionales | Copas nacionales | Copas internacionales | Copas internacionales | Copas internacionales | Total | Total | Total  |
| Club                                | Div.          | Temporada     | Part. | Goles | Asist. | Part.            | Goles            | Asist.           | Part.                 | Goles                 | Asist.                | Part. | Goles | Asist. |
| ----------------------------------- | ------------- | ------------- | ----- | ----- | ------ | ---------------- | ---------------- | ---------------- | --------------------- | --------------------- | --------------------- | ----- | ----- | ------ |
| Danubio F. C. · Uruguay             | 1.ª           | 2014-15       | 3     | 0     | 1      | —                | —                | —                | 5                     | 0                     | 0                     | 8     | 0     | 0      |
| Danubio F. C. · Uruguay             | 1.ª           | 2015-16       | 3     | 0     | 0      | —                | —                | —                | 0                     | 0                     | 0                     | 3     | 0     | 0      |
| Danubio F. C. · Uruguay             | 1.ª           | 2016          | 12    | 2     | 0      | —                | —                | —                | —                     | —                     | —                     | 12    | 0     | 0      |
| Danubio F. C. · Uruguay             | 1.ª           | 2017          | 5     | 0     | 0      | —                | —                | —                | 0                     | 0                     | 0                     | 5     | 0     | 0      |
| Danubio F. C. · Uruguay             | 1.ª           | 2018          | 1     | 0     | 0      | —                | —                | —                | —                     | —                     | —                     | 1     | 0     | 0      |
| Danubio F. C. · Uruguay             | 1.ª           | 2019          | 22    | 1     | 0      | —                | —                | —                | 2                     | 0                     | 0                     | 24    | 1     | 0      |
| Danubio F. C. · Uruguay             | Total club    | Total club    | 46    | 3     | 1      | 0                | 0                | 0                | 7                     | 0                     | 0                     | 53    | 3     | 1      |
| C. S. y D. Villa Española · Uruguay | 2.ª           | 2015-16       | 10    | 1     | 1      | —                | —                | —                | —                     | —                     | —                     | 10    | 1     | 1      |
| C. S. y D. Villa Española · Uruguay | Subtotal club | Subtotal club | 10    | 1     | 1      | 0                | 0                | 0                | 0                     | 0                     | 0                     | 10    | 1     | 1      |
| Córdoba C. F. "B" · España          | 3.ª           | 2017-18       | 5     | 0     | 0      | —                | —                | —                | —                     | —                     | —                     | 5     | 0     | 0      |
| Córdoba C. F. "B" · España          | Total club    | Total club    | 5     | 0     | 0      | 0                | 0                | 0                | 0                     | 0                     | 0                     | 5     | 0     | 0      |
| C. A. Atenas · Uruguay              | 2.ª           | 2020          | 0     | 0     | 0      | —                | —                | —                | —                     | —                     | —                     | 0     | 0     | 0      |
| C. A. Atenas · Uruguay              | Total club    | Total club    | 0     | 0     | 0      | 0                | 0                | 0                | 0                     | 0                     | 0                     | 0     | 0     | 0      |
| C. S. y D. Villa Española · Uruguay | 2.ª           | 2021          | 18    | 0     | 0      | —                | —                | —                | —                     | —                     | —                     | 0     | 0     | 0      |
| C. S. y D. Villa Española · Uruguay | Subtotal club | Subtotal club | 28    | 1     | 1      | 0                | 0                | 0                | 0                     | 0                     | 0                     | 28    | 1     | 1      |
| C. B. Ramón Santamarina Argentina   | 2.ª           | 2022          | 4     | 0     | 0      | -                | -                | -                | —                     | —                     | —                     | 4     | 0     | 0      |
| C. B. Ramón Santamarina Argentina   | Total club    | Total club    | 4     | 0     | 0      | 0                | 0                | 0                | 0                     | 0                     | 0                     | 4     | 0     | 0      |
| C. S. y D. Villa Española · Uruguay | 2.ª           | 2022          | 8     | 0     | 0      | -                | -                | -                | —                     | —                     | —                     | 8     | 0     | 0      |
| C. S. y D. Villa Española · Uruguay | Total club    | Total club    | 36    | 1     | 1      | 0                | 0                | 0                | 0                     | 0                     | 0                     | 36    | 1     | 1      |
| C. A. Bella Vista · Uruguay         | 2.ª           | 2023          | 3     | 0     | 0      | -                | -                | -                | —                     | —                     | —                     | 3     | 0     | 0      |
| C. A. Bella Vista · Uruguay         | Total club    | Total club    | 3     | 0     | 0      | 0                | 0                | 0                | 0                     | 0                     | 0                     | 3     | 0     | 0      |
| Total carrera                       | Total carrera | Total carrera | 94    | 4     | 2      | 0                | 0                | 0                | 7                     | 0                     | 0                     | 101   | 4     | 2      |
| 1.                                  |               |               |       |       |        |                  |                  |                  |                       |                       |                       |       |       |        |

### Selección
Actualizado al último partido disputado el 31 de marzo de 2015.
| Selección         | Temporada         | Continental | Continental | Continental | Mundial | Mundial | Mundial | Amistosos | Amistosos | Amistosos | Total | Total | Total  |
| Selección         | Temporada         | Part.       | Goles       | Asist.      | Part.   | Goles   | Asist.  | Part.     | Goles     | Asist.    | Part. | Goles | Asist. |
| ----------------- | ----------------- | ----------- | ----------- | ----------- | ------- | ------- | ------- | --------- | --------- | --------- | ----- | ----- | ------ |
| Sub-20 · Uruguay  | 2015              | -           | -           | -           | -       | -       | -       | 2         | 0         | 0         | 2     | 0     | 0      |
| Sub-20 · Uruguay  | Total sel.        | 0           | 0           | 0           | 0       | 0       | 0       | 2         | 0         | 0         | 2     | 0     | 0      |
| Total selecciones | Total selecciones | 0           | 0           | 0           | 0       | 0       | 0       | 2         | 0         | 0         | 2     | 0     | 0      |